# Eulàlia Solé i Olivart
Eulàlia Solé i Olivart (Barcelona, 1 de abril de 1946) es una pianista y profesora española.

## Trayectoria
Cursó sus estudios de piano en el Conservatorio Superior de Música del Liceu con Pere Vallribera i Moliné. Entre 1960 y 1963 estudió en París con Christiane Sénart, profesora que influyó en ella de manera decisiva. También recibió lecciones de Alicia de Larrocha y Wilhelm Kempff. Entre 1971 y 1972 estudió con la pianista Maria Tipo en Florencia (Italia), donde se diplomó en el Conservatorio Luigi Cherubini.

### Conciertos y colaboraciones con orquestas
Considerada como una de las damas del piano español, a lo largo de su carrera ha actuado en Francia, Estados Unidos, Italia, Puerto Rico y Bélgica, y en festivales como el Festival de Granada, en Cadaqués, el Festival de Música Contemporánea de Alicante o el Festival Internacional de Música "Castell de Peralada", escenario en el que actuó por primera vez el año 1996 interpretando las Variaciones Goldberg, de Johann Sebastian Bach, y, en años posteriores, El clave bien temperado.
Ha tocado con la Orquesta Nacional de España, la Orquesta Sinfónica de Barcelona y Nacional de Cataluña y la Orquesta de Cámara de Holanda, entre otras formaciones, además de con directores reconocidos como A. Ros Marbà o Mariss Jansons. A lo largo de su carrera ha sido invitada a tocar en importantes salas de conciertos y auditorios como el Teatro Real, la Fundación Juan March, el Teatro Nacional de Cataluña, la sala Conde Duque o el Auditorio Víctor Villegas de Murcia. 

### Discografía
Ha realizado más de quince grabaciones discográficas, entre las que destacan las de obras de compositores contemporáneos, desde A. Schönberg a J. Guinjoan, pasando por A. Webern, J. Soler, E. Granados i M. Falla, y clásicos como Bach. Del compositor alemán, publicó en 2010 Las variaciones Goldberg con la discográfica Verso (posteriormente autoeditado), y en 2013 autoeditó el disco En el nombre de Bach.

### Reconocimientos
En 1967, se alzó con el Segundo Premio en el Concurso Internacional de Piano de Jaén. En 2013, ganó el premio al mejor álbum de música clásica en los Premios MIM (Premios de la Música Independiente) por su disco autoeditado En el nombre de Bach.

## Tarea docente
Entre 1982 y 1998, Eulàlia Solé fue directora del departamento de piano del Conservatorio de Badalona y fue profesora de la Escuela Superior de Música de Cataluña desde su fundación. También ha sido docente invitada en el Conservatorio Profesional de Música de Murcia, entre otros conservatorios. 